# Karanggondang (Udanawu)
Karanggondang is een bestuurslaag in het regentschap Blitar van de provincie Oost-Java, Indonesië. Karanggondang telt 2174 inwoners (volkstelling 2010).